# 羊飼いの礼拝 (マンテーニャ)
『羊飼いの礼拝』（ひつじかいのれいはい、伊: Adorazione dei pastori）は、イタリアのルネサンス期の巨匠、アンドレア・マンテーニャが1450〜1451年に制作した板上のテンペラ画である。ニューヨークのメトロポリタン美術館に所蔵されている。

## 歴史
この小品は、一般的にマンテーニャの若い時期に帰属されている。 1450年から1451年に画家がフェラーラに滞在した際に、ボルソ・デステにより依頼された可能性がある。
もともと板絵であった作品は、その後、わかっていない時期にカンヴァスに移され、右端の小さな部分が失われた。本作はマルゲリータ・ゴンザーガ・デステの所持品の1586年の目録で、おそらく「プロセピオ・デ・アンドレア・マンテーニャ」（アンドレア・マンテーニャのキリスト降誕の場面）として言及されている作品である。 1603年までにアルドブランディーニ枢機卿に所有され、ヴィラ・アルドブランディーニに保管されて、後に枢機卿の子孫に継承された。その後、パンフィーリ家、そしてボルゲーゼ家に受け継がれた。 1792年に作品は、画家であり画商であったアレクサンダー・デイによりロンドンに運ばれ、売却された。後にウィリアム・ブキャナンは、作品をヘレフォードシャー、ダウントン城のリチャード・ペイン・ナイトに売却し、ナイトの最後の相続人は絵画をジョセフ・デュヴィーンに売却した。 1925年にはニューヨークのデュヴィーンからクレアレンス・マッケイに購入された後、メトロポリタン美術館のために匿名の寄贈者によって購入された。
場面は屋外の空間に設定されている。聖母マリアが真ん中におり、崩れかけた壁の前の石の散乱する場所にひざまずいて、幼子イエス・キリストを礼拝している。右側に聖ヨセフが眠っていて、左側に二人の羊飼いが祈っている。聖ヨセフの眠りは、聖母子の単なる守護者としての役割を暗示しているのかもしれない。聖ヨセフが寄りかかっている木の残骸は単一の枝に実を結んだが、この伝統的な要素は通常、新しいキリストの世界における自然の神秘的な再生であると解釈されている。幼子の4分の3正面向きの描写は、マンテーニャに典型的なものである。雲の上に生まれた12人の智天使が聖母を囲み、幼子を抱いている。
聖母の後ろの左側には伝統に則り、イエスが生まれた朽ちた厩舎の板が描かれている。右側には、二つの急な山々に囲まれた広い風景がある。他の二人の羊飼いが右側の背景に表され、三人目は川の隣の道にいて、それぞれがイエス誕生の知らせを伝えている天使に会っている。磔の木に少し似ている大きな木は、イエスの受難を予感させる。キリスト降誕の伝統的な無言の証人である牛もいる。伝統的なロバは、小屋の出入り口の暗闇の中に垣間見ることができる。編み枝細工の柵にぶら下がっている目立つ瓢箪は復活を表し、巡礼を示唆するキリスト教の象徴である。
遠近法のいくつかの欠陥により、研究者は本作の制作時期を、マンテーニャがオヴェターリ礼拝堂で最初に制作したフレスコ画、特に『聖ヤコブの生涯』（1448-1450年）の最初の場面の制作時期に近いものと見なしている。細部へのこだわりは、マンテーニャがエステ家のコレクションで学ぶことができたフランドル派の影響によって説明される。マンテーニャは、おそらくロヒール・ファン・デル・ウェイデンの作品を直接に知ったのである。皺やその他のリアルな細部など、羊飼いのグロテスクな肖像は、北ヨーロッパの作例の影響を表している。